# حشرة السوس

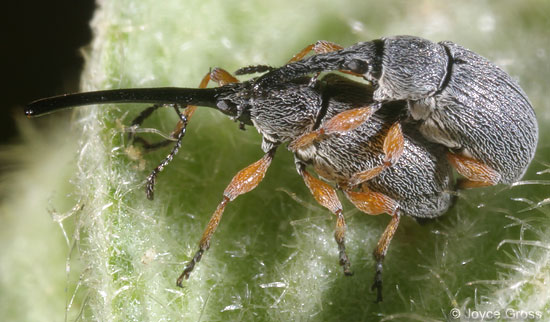
حشرة السوس المذكرة والمؤنثة

حشرة السوس المصاصة أو حشرة الشيطان هو نوع من حشرة الخنفساء تنتمي إلى عائلة السوس. جميع أفراد هذه العائلة تقريبا تتغذى على النباتات وتتغذى اليرقات أما خارجيا على الأوراق أو داخليا في الثمار والسيقان الزوجان المتحدان أصغر من نهاية الفوسفور في المباراة، وعليك أن تنظر بعناية لتراها على براعم أو أوراق نباتات (الكايا الوردية). الأنثى لديها منبر طالما جسمها، في حين أن جسم الذكر أقصر بقليل. تحمل نهاية المنصة أجزاء الفم.
كانت الحشرة غير معروفة في السبعينيات من القرن الماضي، انتشرت حشرة السوس على نطاق واسع في آسيا الصغرى والشرق الأوسط وأمريكا الشمالية. تم رصده لأول مرة في فرنسا في عام 1982، في الأرديش (إقليم فرنسي) وفي سنوات قليلة غزت البلاد بأكملها.
تنشط حشرة السوس في شهر يونيو ويوليو، وتتطور اليرقات الصغيرة لمدة شهر تقريبًا في البذور.
ما لم يكن هناك تكاثر كبير في الحشرة، لا يبدو أن غزو هذه الخنفساء الصغيرة يعرض النباتات للخطر بالفعل، نظرًا للعدد الكبير من البذور التي تنتجها هذه على كل ورقة. ومع ذلك، فإن الضرر يمكن رؤيته بسهولة في شكل ثقوب تظهر من خلالها الحشرات الصغيرة.

## روابط خارجية
- (en) الحيوانات Europaea إشارة: Rhopalapion longirostre (أوليفييه، 1807)
- (en) BioLib إشارة: Rhopalapion longirostre
- Référence INPN : Rhopalapion longirostre
- موقع شبكة الحشرات